# Dorfkirche Wallichen

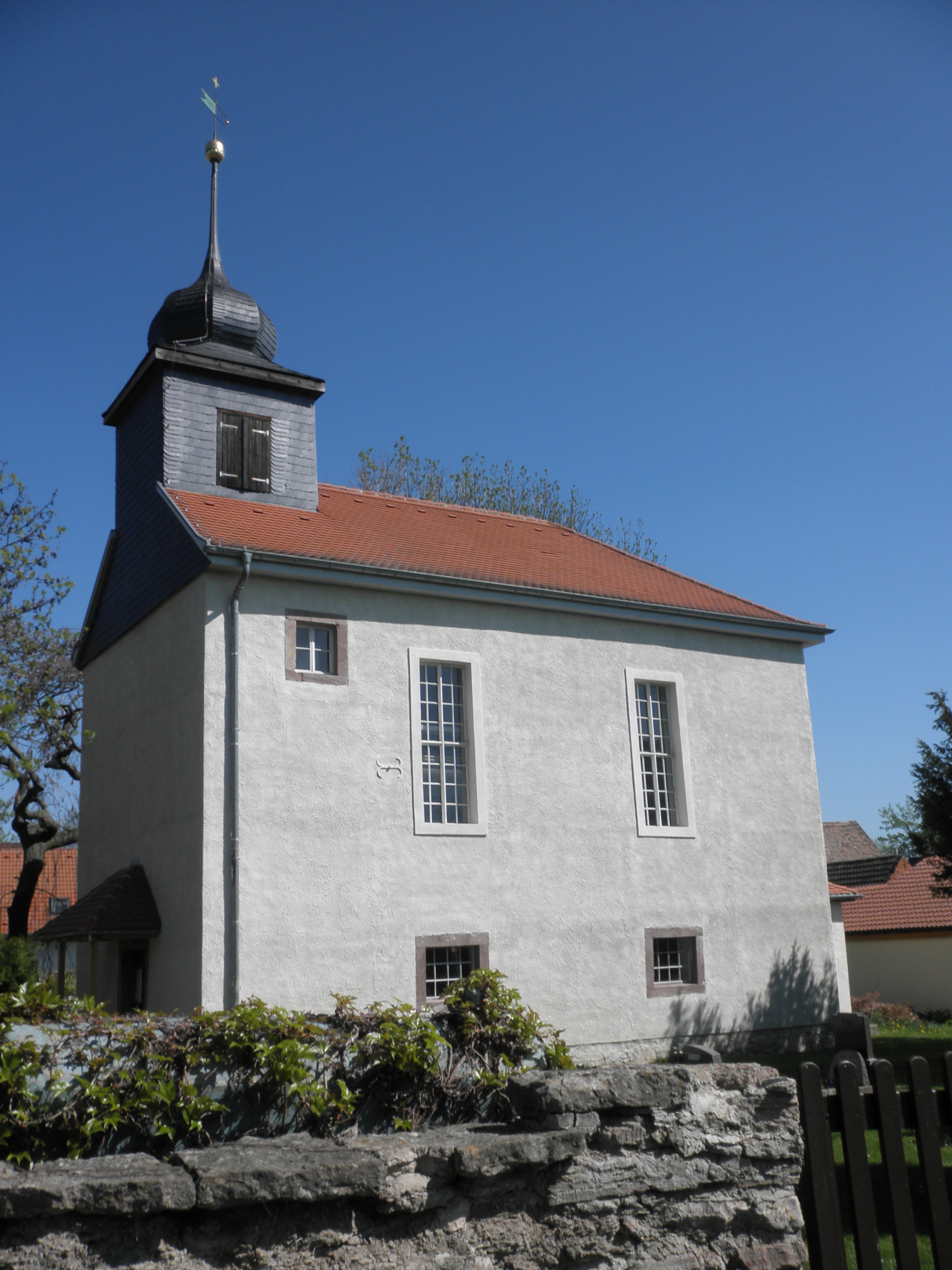
Kirche in Wallichen

Die evangelische Dorfkirche Wallichen steht innerhalb eines Friedhofs im Ortsteil Wallichen der Stadt Erfurt in Thüringen am Jakobsweg von Görlitz nach Vacha. Die Kirchengemeinde gehört zum Kirchspiel Vieselbach im Kirchenkreis Weimar der Evangelischen Kirche in Mitteldeutschland.

## Geschichte
Im Jahr 1241 wurde die Dorfkirche erstmals genannt. Teile der jetzige Kirche stammen aus dem Jahr 1653. Der Kirchturm stammt aus dem Jahr 1739, was auch die Jahreszahl auf der Wetterfahne bestätigt. Das mit Sandsteinen verkleidete Kirchenschiff steht als Fachwerkbau auf massiven Grundmauern der Vorgängerin.
Der in schlichtem Barockstil gehaltene Innenraum blieb im Wesentlichen unverändert. Der Kanzelaltar stammt aus dem 18. Jahrhundert, das große Kruzifix aus dem 16. Jahrhundert. Zwei 1740 angeschaffte Glocken wurden im Zweiten Weltkrieg eingeschmolzen. Die Orgel wurde 1894 von Adam Eifert aus Stadtilm, als Opus 81, erbaut.
Ein im Jahre 1997 gegründeter Kirchenbauverein löste sich im Jahr 2007 wieder auf.